# The Wild Thornberrys Movie
The Wild Thornberrys Movie (Brasil: Os Thornberrys - O Filme) é um filme de animação estadunidense de 2002, do gênero aventura, dirigido por Cathy Malkasian e Jeff McGrath para a Nickelodeon Movies. 

## Sinopse
Em um safári na África, Eliza Thornberry descobre que, graças a um xamã, ela pode agora falar com os animais. Quando Eliza descobre que caçadores na África do Serengeti planejam roubar uma manada de leopardos da floresta, ela e seu chimpanzé amigo Darwin devem de algum modo encontrar uma maneira de detê-los. Quando Elisa começa a falar com a manada sobre o futuro ocorrido, seus pais Mariane, Nigel e sua avó a mandam para um internato na Inglaterra, e assim ela não consegue salvar a manada.

## Elenco
- Lacey Chabert como Eliza Thornberry
- Jodi Carlisle como Mariana Thornberry
- Tim Curry como Nigel Thornberry e Radcliffe Thornberry
- Marisa Tomei como Bree Blackburn
- Rupert Everett como Sloan Blackburn
- Danielle Harris como Debbie Thornberry
- Tom Kane como Darwin Thornberry
- Flea como Donnie Thornberry
- Alfre Woodard como Akela
- Kimberly Brooks omoe Tally
- Kevin Michael Richardson como Xamã Mnyambo
- Melissa Greenspan como Sarah Wellington
- Lynn Redgrave como Cordelia Thornberry
- Roger L. Jackson como Reggie e Trovão
- Tara Strong como Estudante 1
- Hynden Walch como Estudante 2
- Mae Whitman como Estudante 3
- Obba Babatundé como Boko
- Brenda Blethyn como Sra. Fairgood
- Brock Peters como Bomo
- Jeff Coopwood como Patrulheiro Tim
- Cree Summer como Phaedra
- Billy Brown como Rinoceronte
- Keith Szarabajka como Caçador
- Crystal Scales como Filhotes de Guepardo
- Earl Boen como Gorilla